# Мексиканска планинска земя
Мексиканската планинска земя (МПЗ) (на испански: Altiplanicie Mexicana) е обширна планинска земя в Южната част на Северна Америка, заемаща голяма част от Мексико и крайните югозападни части на САЩ. Площта ѝ е около 1 200 000 km². Състои се от обширни плата и обграждащите ги от запад, изток и юг планини. На север е ограничена от долината на река Рио Гранде, а на северозапад постепенно преминава в платото Колорадо. На югоизток тектонското понижение на провлака Теуантепек я отделя от планините на Централна Америка.

## Релеф, геоложки строеж, полезни изкопаеми
Голяма част от МПЗ е разположена на височина от 1000 до 2000 m. Източната периферия на МПЗ образува планинската верига на Източна Сиера Мадре (4054 m), стръмно спускаща се на изток към низината на Мексиканския залив. В западната периферия е разположена планинската верига Западна Сиера Мадре (3150 m), която е силно разчленена от напречни разломи, и, която се простира паралелно на брега на Тихия океан, към който се понижава стъпаловидно. По южната периферия на МПЗ се простира верига от мощни угаснали и действащи вулкани – Трансмексикански вулканичен пояс (т.н. Напречна или Вулканична Сиера). Тук се извисяват вулканите Пико де Орисаба (5700 m), Невадо де Колима (4265 m), Попокатепетъл (5452 m), Истаксиуатъл. Някои от вулканите са възникнали през 18-ти век (Хорульо 1320 m), а действащия вулкан Парикутин (2775 m) – през февруари 1943 г. Вътрешната част на МПЗ включва два района: Северна и Централна Меса. Северна Меса се състои от отделни относително равни и понижени участъци (т.н. „болсони“) с височина 900 – 1200 m, разделени от ниски и относително къси хребети. Разположената южно Централна Меса включва редица вулканични плата с височина 2000 – 2400 m, разделени от ниски масиви и котловини.
МПЗ е израдена основно от варовици, пясъчници и мергели. Широко разпространение имат и лавовите покривки, а на платата – алувиално-делувиални наслаги. Разработват се богати находища на сребро, олово, антимон, цинк, живак, железни, манганови и медни руди и други полезни изкопаеми.

## Климат
Климатът на МПЗ е тропичен, значително различаващ се в отделните райони, свързани с разнообразния релеф, близостта до двата океана, а също и обширната континентална суша на север. В южните си части МПЗ е подложена на влиянието на летния пасат, духащ от Мексиканския залив. Тук климатът е мек, влажен, на север – сух, континентален. Средните януарски температури са от 9°С на север до 14°С на височина до 1400 m. На север през зимата проникват студени въздушни маси, понижаващи температурата до -20°С. Средната юлска температура варира от 15°С до 20°С. Годишната сума на валежите се увеличава от 200 – 400 mm/m² на север и във вътрешните райони до 2000 – 3000 mm/m² по външните склонове на планините. В южните части на МПЗ в зависимост от надморската височина се обособяват 3 климатични зони: тиера калида, тиера темплада и тиера фриа. Първата (тиера калида, до около 1400 m) се характеризира с постоянно горещ климат – слънчева и променливо-влажна зима и много влажно и дъждовно лято. Тиера темплада (до около 3000 m) има умерено топъл климат почти през цялата година. През зимата и пролетта времето е ясно, а през есента – мъгливо и дъждовно. Тиера фриа е хладния пояс, обхващащ горните склонове на планините. В планините снежната граница е на височина около 4500 m, а върховете на най-високите планини целогодишно са покрити със сняг.

## Води
Сухите северни части на МПЗ нямат повърхностен отток към океана. Реките имат временен характер и обичайно завършват в „болсоните“, което довежда до натрупване в тях (болсоните) на мощен слой от речни наслаги и образуването на редица временни, безотточни и солени езера. Изключение прави река Кончос, донасяща своите води до северната граница на МПЗ – река Рио Гранде (мексиканското и название е Рио Браво дел Норте). На юг реките са по-пълноводни, имат значителен пад, а в районите с активен вулканизъм и честите земетресения предизвикват образуването на преградни и тектонски езера (Чапала, Куицео и др.).

## Почви, растителност, животински свят
Почвите в сухата северна част на МПЗ са примитивни, често представляващи само слабо изменена гипсова или карбонатна кора на изветряне. На юг те постепенно се сменят с планински сивоземни, сиво-кафеникави, кафеникави и червени почви, заемащи високотревистите тропически савани. Преобладават планинските кафеникави почви, образуващи значителни масиви в южната част на МПЗ и по склоновете на оградните планини.
МПЗ се явява един от центровете за формиране на американската флора и затова се характеризира с много разнообразна и богата растителност (над 8000 ендемични вида). На север преобладава разредената растителност, представена от кактуси (около 500 вида) – от миниатюрните кълбообразни до гигантските видове с височина до 4 m, столетник (140 вида), юка, дазилириони и бодливи храсти. На юг тя се сменя със савани, имащи мощна тревиста и разредена дървесна растителност представена от акации, амаранти, индиго и др. видове. По наветрените склонове на юг виреят влажни тропични гори. На височина до 1000 m в тях господстват широколистните видове (вечнозелен дъб, платан и др.), а също миртови, лаврови, ананови и магнолиеви с гъст подлес от дървовидна папрат. Между 1000 и 2000 m те преминават в смесени гори, а нагоре – в иглолистни (бор, в горната граница на гората – ела). Между 4000 и 4500 m е разположен поясът на субалпийските и алпийските пасища.
Болшинството от животните в МПЗ принадлежат към Неоарктичната зоогеографска област. За по-голямата част от територията са характерни белоопашат елен, вилорога антилопа, различни гризачи (белка, торбест плъх), хищници (червен рис, пума, вълк, лисица, миризливец, видра, енот), птици (най-разнообразни са семейство врабчови), много видове влечуги. На юг се срещат ягуар, оцелот, кинкажу, свиня пекари, броненосец, мравояд и др. По-голямата част от МПЗ е рядко населена. В районите заети от плодородни долини и котловини на юг живее над половината от населението на Мексико.